# Sunčane opekline
S obzirom na to da nas kozmetičke i farmaceutske kompanije svakodnevno bombardiraju nevjerojatnom količinom reklamnih informacija - vjerojatno svi znaju sve o sunčanju i rizicima koje sunčanje donosi. Treba upamtiti samo nekoliko zlatnih pravila: 
- ne izlažite se suncu između 11:00 i 14:30 sati (a i dulje ako je moguće),
- u svim prilikama koristite kremu ili losion najvećeg zaštitnog faktora,
- ne izlazite na sunce bez šešira širokog oboda i sunčanih naočala
- po povratku s plaže koristite ulje ili losion za poslije sunčanja

Osunčana i potamnjela koža je prekrasna - međutim opasnosti koje nosi sunčanje nisu zanemarive, a najmanja od njih je crvenilo i nadraženost kože... Pretjerano starenje kože, promjene pigmentacije ili rak kože bi vam mogli definitivno uništiti svaki budući užitak u kupanju i sunčanju - stoga budite oprezni!